# NGC 723
NGC 723/724 ist eine Spiralgalaxie vom Hubble-Typ Sbc im Sternbild Walfisch, welche etwa 65 Millionen Lichtjahre von der Milchstraße entfernt ist.
Sie wurde am 26. Oktober 1785 von dem deutsch-britischen Astronomen Friedrich Wilhelm Herschel entdeckt (als NGC 723) und am 14. September 1830 von dem britischen Astronomen John Frederick William Herschel (als NGC 724).